# Melanotaenia nigrans
Melanotaenia nigrans is een straalvinnige vissensoort uit de familie van regenboogvissen (Melanotaeniidae). De wetenschappelijke naam van de soort is voor het eerst geldig gepubliceerd in 1843 door Richardson.